# Sidur

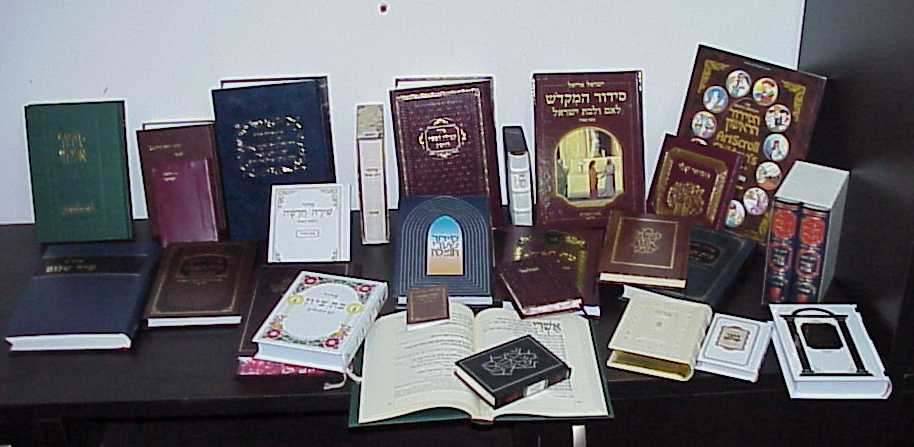
Sidurim.

El Sidur (hebreo: סידור) es el libro de oraciones diarias (tefilá-tefilót) de la religión judía, cuyo objetivo es introducir orden (סדר - seder y de ahí sidur) a los rezos. Existen distintos tipos de sidurim (סידורים  - plural de sidur), tanto en la tradición askenazí como en la sefardí, y basan sus rezos tanto en la Torá, que da pocos detalles en relación con esta práctica, como en las tradiciones recogidas en el Talmud, el cual abunda con más detalle sobre el tema.
Un Sidur contiene todas las plegarias necesarias para poder efectuar los tres servicios litúrgicos diarios, así como también las oraciones específicas para Shabat (שבת) y otras conmemoraciones religiosas y civiles, como es el caso del día de conmemoración de la Independencia de Israel. Para otras festividades, como Rosh Hashaná (רוש השנה), Yom Kipur (יום כיפור), etc., suele utilizarse el Majzor (מחזור) en lugar del Sidur.
Los rezos son originalmente en idioma hebreo, aunque hay numerosas ediciones bilingües o traducidas a otras lenguas.

## Orígenes
En el rito hebreo, la acción de rezar a Dios aparece recomendada ya desde la Torá (Servirás al Eterno tu Dios con todo tu corazón y con toda tu alma. Según la tradición, servir a Dios "con el corazón" es el mandamiento positivo de rezar. De todos modos, en la Biblia no hay muchas especificaciones, dejándose el rezo liberado al criterio individual y a la inspiración. En la Torá se prescriben tres fórmulas: las bendiciones de los sacerdotes, la acción de gracias al ofrecer las primicias y la oración al ofrecer el segundo diezmo. También puede considerarse que el rezo se basa en Salmos cuando el Rey David canta que Tarde y mañana y a mediodía oraré y clamaré y Él oirá mi voz.
Aparte de estos rezos organizados, en épocas bíblicas, la oración está descrita en la Torá como una acción individual que se hacía cuando se sentía la  necesidad de hacerlo, como por ejemplo Moisés o el Rey David.
El Talmud atribuye, finalmente, la institución de los rezos diarios a Esdras el Escriba y a los integrantes de la Gran Asamblea, los cuales reorganizaron la vida judía después del exilio de Babilonia.

### Primerossidurim
Los sidurim actuales tienen, con ligeras variaciones, una antigüedad comprobada de diez siglos. El primer intento de organización de las oraciones fue el del Gaón Natronai de la Academia talmúdica de Sura (Babilonia), en el siglo XI, titulado Mea Berajot (cien bendiciones), un libro con el orden de las oraciones diarias, que actualmente se ha perdido, y del que sólo existen referencias por citas existentes en obras posteriores. Su discípulo, el Rabino Amram Gaón escribió un Sidur más completo, que aún se conserva.
El Rabino Saadia Gaon (892-943), también fue miembro de la Academia rabínica de Sura, Saadia Gaon escribió un Sidur que contiene una serie de rezos, leyes, y poesías sagradas.
Shelomó Yitzjakí (1040-1105), más conocido por su sobrenombre Rashi, fue el jefe de la Academia talmúdica de Troyes en Francia y el más importante comentarista de la Biblia, también fue el autor de un Sidur que contiene: órdenes, leyes, textos, y oraciones.
Maimónides (1138-1204) fue el jefe de la comunidad judía de El Cairo, el Rambam también escribió en la segunda parte de su obra Mishné Torá, una serie de rezos típicos para todo el año.

### Sidurimsegún el rito sefardí y asquenazí
Existen sidurim tanto del rito asquenazí como del sefardí. Los primeros tienen su origen en las oraciones de las recopilaciones de Rashi y de Simjá de Vitry, mientras que los segundos tienen su origen en la obra de los rabinos Natronai, Amram, Saadia Gaon, y Maimónides.